# 佐藤誼
佐藤谊（日语：／ Satō Yoshimi */?，1927年5月28日—2021年3月2日），日本政治人物，曾任众议院议员。

## 生平
1954年毕业于东北大学教育学部。曾任山形县立高校教师、山形县高教组执行委员长、社会党山形县高教组执行委员长、社会党山形县生活本部长、山形县劳动评议会议长、劳动者住宅生活协同组合理事长。1971年、1974年和1977年参加参议院议员选举，但均落选。1979年在山形第2选区成功当选众议院议员。
2021年3月2日在山形市的家中逝世。